# Syzeuctus speciosus
Syzeuctus speciosus är en stekelart som först beskrevs av Girault 1925.  Syzeuctus speciosus ingår i släktet Syzeuctus och familjen brokparasitsteklar. Inga underarter finns listade i Catalogue of Life.